# Криста Бендова
Криста Бендова (на словашки: Krista Bendova) е словашка журналистка, драматуржка, поетеса и писателка, авторка на произведения в жанровете лирика и детска литература (за деца от 5 до 16 години).
Пише също под псевдонимите Ян Ковал (Ján Kovaľ), Кристиан Бенко (Kristián Benko) с Ян Костра, Мария Хлавата (Mária Hlavatá), и др. Съпруга е на словашкия писател Ян Костра.

## Биография и творчество
Криста Бендова е родена на 27 януари 1923 г. в Кральова Лехота, Словакия, в семейството на железничар. Учи в Кральова Лехота, Кремница, Нове Замки и завършва гимназията в Банска Бистрица. Следва във Факултета по изкуства на Словашкия университет в Братислава, където учи словашка и руска филология. Учи и в Драматичната академия в Братислава, но поради здравословни причини прекъсва обучението си през 1945 г.
След относително продължително лечение започва работа след 1948 г. в издателство „Правда“ като редактор на детска литература и в секретариата на Съюза на чехословашките писатели. По-късно за кратко е редактор на списание „Ohník“, в периода 1956 – 1958 г. е редактор в списание „Roháč“, а в периода 1958 – 1964 г. е редактор на всекидневника „Pravda“. От 1964 г. се посвещава на писателската си кариера.
През 1948 г. дебютира със стихосбирката „Listy milému“ (Писма за любов). Издава и стихосбирките „Писма до милия“ (1948), „Скръб по любимия“ (1948), „Ръце“ (1948), „Земя на щастието“ (1950), „За тази песен“ (1955), „През огън и вода“ (1960), „Риск“ (1965), „Вариация на Съдбоносната и Недовършената“ (1967), „Пред огледалото“ (1976). Авторка е на много книги за деца и юноши, сред които „Какво се случва“ (1950), „Животни“ (1951), „Пионерският март“ (1952), „Горски животни“ (1954), „Капки“ (1963), „Седем златни тайни“ (1963), „Приказки от Дубравка“ (1981), „Стихове за малките“ (1986), „Щастливото куче“ (1988), „Приказките на Брумличек“ (1994) и др. Най-популярните ѝ творби за деца са „Маймунките от нашата етажерка“ (1967) и „Приказките на Осмиянко“ (1967 – 1969).
Прави преводи на произведения от съветската и чешката литература. През 1983 г. е удостоена със званието „заслужил писател“.
Криста Бендова умира в Братислава на 27 януари 1988 г.

## Произведения

### Поезия
- Listy milému (1948)
- Milenec smútok (1948)
- Ruky (1948)
- Krajina šťastia (1950)
- O tú pieseň (1955)
- Cez oheň a vody, výber z poézie (1960)
- Riziko (1965)
- Variácie na Osudovú a Nedokončenú (1967)
- Pred zrkadlom, výber z poézie (1976)

### Поезия за деца
- Čačky-hračky (1949)
- Čo sa robí, čo sa stalo (1950)
- Vtáčky (1951)
- Zvieratá (1951) – с Ян Костра
- Pioniersky pochod (1952)
- Priamy smer do Tatier (1953) – с Ян Костра
- Lesné zvieratká (1954)
- Ako Jožko Pletko poplietol si všetko (1955)
- Bola raz jedna trieda (1956)

### Проза за деца
- Nezábudky (1955)
- Kde bolo, tam nebolo (1966)
- Opice z našej police (1967)
- Osmijanko rozpráva osem rozprávok o zvieratkách (1967)
- Osmijanko rozpráva osem rozprávok o zázračných krajinách (1967)
- Osmijanko rozpráva osem rozprávok o princeznách (1967)
- Osmijanko rozpráva osem rozprávok o vtáčikoch (1968)
- Osmijanko rozpráva osem rozprávok o detektívoch (1968)
- Osmijanko rozpráva osem podvodných rozprávok (1969)
- Osmijanko rozpráva osem lesných rozprávok (1969)
- Osmijanko rozpráva osem sladkých rozprávok (1969)
- Dobrodružstvá Samka Klamka (1974)
- Rozprávky z Dúbravky (1981)
- Šťastný pes (1988)
- Brumlíčkove rozprávky (1994)
- O prváckom mačiatku (1999)

### Други произведения за деца
- Umelci deťom (1950)
- Prvé kroky (1959)
- Líška – staviteľka (1959)
- Tryskom na ihrisko (1971)
- Čudná torta (1976)

### Екранизации
- 1972 Žiarlivosť
- 1975 Pomsta
- 1986 Opice z našej police – тв сериал